# Strastotěrpěc

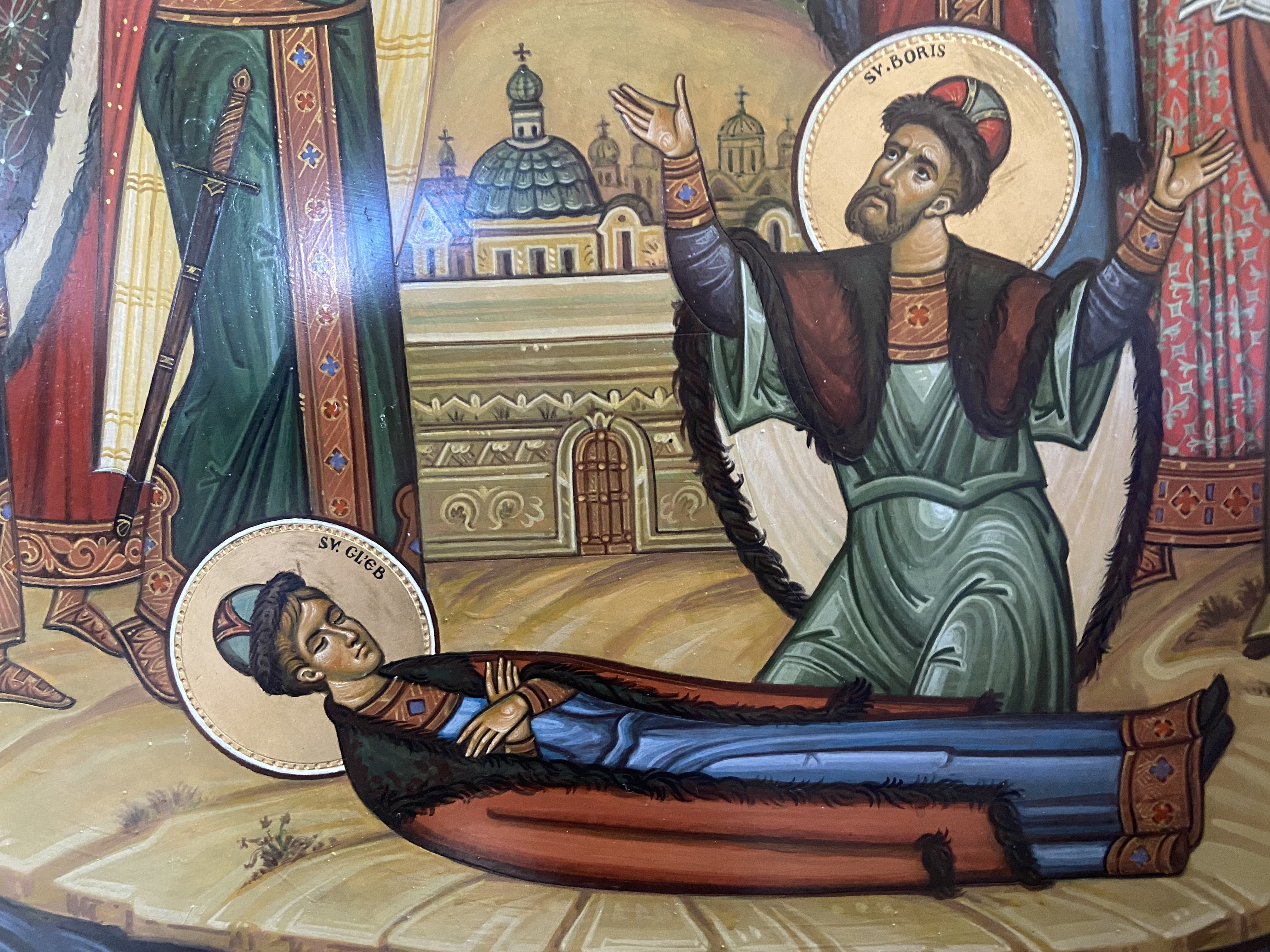
Ikona sv. Borise a Gleba, chrám sv. Josefa, Roudnice nad Labem

Strastotěrpec (rusky страстоте́рпец; страсть/strasť = utrpení, терпеть/těrpeť = snášet, trpět) je v pravoslavné terminologii souhrnné označení pro všechny křesťanské mučedníky, kteří vytrpěli martyrium (utrpení – řecky πάθος, páthos, πάθημα, páthona, latinsky passio – srov. výraz „pašije“) ve jménu Ježíše Krista. 

## Charakteristika
V přejatém významu se výraz strastotěrpěc váže ke světcům, kteří zemřeli mučednickou smrtí, ne však přímo za křesťanskou víru, na rozdíl od mučedníků či velikomučedníků, třeba i od vlastních příbuzných či souvěrců – z důvodu nenávisti, proradnosti, spiknutí, kvůli majetku apod. Rovněž však se podtrhuje mimořádný charakter jejich osobnosti či hrdinství – odpuštění a neodporování nepřátelům, jako jedno z přikázání Ježíše Krista. Tak jsou za svaté mučedníky prohlášeni např. Boris a Gleb, svatý Dimitrij Ugličský, velebný Dula, žijící v 5. století. 
Roku 2000 byl svatořečen spolu s dalšími 1 083 mučedníky, poslední ruský car Mikuláš II. a jeho rodina, zavraždění bolševiky roku 1918.